# Anopheles funestus
Anopheles funestus — вид комарів родини Culicidae. Вперше цей вид був описаний Джайлзом (Giles) у 1900 році. Самку приваблюють будинки, де вона шукає людей, щоб харчуватися їхньою кров'ю, переважно вночі. Цей комар є головним переносником малярії в Африці на південь від Сахари.

## Поширення і середовище проживання
Anopheles funestus трапляється в тропічній частині Африки на південь від Сахари, його ареал простягається від Сенегалу до Ефіопії, Анголи, Південної Африки та Мадагаскару. Розмноження відбувається у воді, будь-якій постійній або напівпостійній водоймі з прісною водою за наявності напівзануреної рослинності, включаючи болота, береги озер, ставки та рисові поля. Личинки живуть як у освітлених сонцем, так і в затінених місцях, рослинність, імовірно, є ефективною для зменшення хижацтва. У Сахелі підвищена посушливість перемістила північну межу його ареалу на південь приблизно на 100 км. Незважаючи на те, що він вважається одним видом, хоча й частиною видового комплексу, він демонструє деякі аномалії поведінки по всьому ареалу. Комар присутній на рисових полях Мадагаскару, але не в Західній Африці; раніше він розмножувався у швидкоплинних річках у Південній Африці, перш ніж був значною мірою знищений завдяки використанню інсектицидів, але коли він знову поширився там через Мозамбік, він уже розмножувався в болотах. Anopheles funestus присутній у гірських районах Східної Африки на висоті до 2 км над рівнем моря, але в основному відсутній у лісах.

## Поведінка
Самка комара відкладає на поверхню води купку яєць. Личинки й лялечки проходять стадії життєвого циклу під водою, але після метаморфозу дорослі особини обох статей залишають воду і відвідують квіти, щоб харчуватися нектаром. Перед початком розмноження самка комара потребує їжі у вигляді крові хребетних, щоб отримати білок, необхідний для виробництва яєць; самець не кусається. Доросла самка Anopheles funestus є «антропофільною», її приваблюють люди, а не інші тварини; однак це не завжди так, оскільки в Сенегалі популяції цього комара на заході країни харчуються людською кров'ю, тоді як на сході віддають перевагу крові інших ссавців (зоофільні). Він також є «ендофільним» у своїй поведінці; це означає, що його приваблює внутрішня частина людського житла, як під час живлення, так і під час відпочинку. Харчується вночі, зазвичай після 10 вечора та зазвичай між опівноччю та світанком, що дає йому доступ до хазяїв, що широко розсіяні.

## Переносник
Anopheles funestus є ефективним переносником паразитів родуPlasmodium, які спричинюють малярію в людей. Це пояснюється його ендофільними та антропофільними характеристиками, а також тим, що доросла комаха відносно довго живе.

## Стійкість до інсектицидів
Це дуже адаптивний вид, і багато популяцій розвинули стійкість до піретроїдних інсектицидів, що призвело до сплеску малярійних інфекцій в Африці на південь від Сахари в 1990-х роках. A. funestus має високу стійкість до ДДТ і піретроїдів у Південній і Західній Африці, а також в районі Тороро в Уганді на сході континенту. Популяція Тороро була, однак, цілком чутливою до бендіокарбу, малатіону та діелдрину.